# 熱血高校ドッジボール部 PC番外編
『熱血高校ドッジボール部 PC番外編』（ねっけつこうこうドッジボールぶ ぴーしーばんがいへん）は、ナグザットより発表されたアーケードゲームのPCエンジン移植版。

## 概要
アーケード版とファミリーコンピュータ（以下、FC版）を足して2で割ったような内容になっている。グラフィックはアーケード版をベースにしている。
ゲームとしての完成度は高かったが、各国選手の特色がFC版と比較するとかなり薄められている。
テクノスジャパンのソフトとして初めてPCエンジン版の発売されたソフトである。ただ、販売元は契約上の問題からかナグザットになっている。
アーケード版同様、制限時間が設けられている。制限時間内に敵コートの内野を全員倒さないと、味方コートの内野の人数に関係なくゲームオーバーとなる。

## ゲーム内容
熱血高校のドッジボール部員を操作し、花園高校や世界の強豪相手に変則ルールのドッジボールで勝負する。
1人プレイ専用の「せかいたいかい」と「くえすともーど」、2人対戦専用の「2Pたいせん」がある。
ボールを投げつけ、相手にヒットすると体力が減っていく。そして体力が0になると昇天し退場し、相手の内野の4人が全滅すると勝利となる。
体力が減っているキャラがシュートにヒットすると、一定時間動けなくなる「疲れ」が存在しており、これがゲーム性を高める要素ともなっている。
FC版と異なり、選手のポジション選択が存在しない。常に固定された4人の内野を使って試合することになる。

### せかいたいかい
一人プレイ専用。
敵チームの内野を4人全員倒せば試合に勝利。逆に熱血高校の内野が4人とも倒されるとゲームオーバーとなる。
最初の対戦相手、花園高校を倒した後は、世界各国を遠征して試合をしていく。最後の対戦相手、アメリカチームに勝利すると表彰式の後、イギリス戦に戻り、時間が縮小されての試合となる。
アイスランド、アフリカの試合用コートは通常のコートとは違った効果があり、アイスランドは地面が滑りやすく、アフリカは走りにくいという地形効果がある。
このモードにはコンティニューが無制限にある上、無限ループが存在するため、エンディングが存在しない。

### 2Pたいせん
二人プレイ専用。
「せかいたいかい」同様、コートを使用しての試合となる。ただし、パラメータは1P、2Pとも熱血高校の物になっており、熱血高校の同一キャラクター対戦という形になる。
他のモード同様、内野と外野のポジションの選択は無い。また、このモードには制限時間も存在しない。

### くえすともーど
一人プレイ専用。
くにおにボールをぶつけた宇宙人に仕返しをするべく、熱血高校ドッジボール部が世界を転戦する。
このモード最大の特徴は、相手チームのキャプテンを味方に加えることができる。この場合は、内野のチームメンバーの一人と交代することになる。
ただし、一旦抜けたメンバーを復帰させることは不可能。また、くにおを相手チームのキャプテンと交代させることもできない。
宇宙人がいる場合、試合中に選手に化けた宇宙人を倒すと、画面がフラッシュして試合が中断され、宇宙人が正体を現す（実は必ず3番目の選手が宇宙人に化けている）。
全6ヵ国から宇宙人を見つけ出すと、とある惑星上にて、宇宙人軍団との最終決戦となる。勝つと、エンディングが見られる。

## 熱血高校のチームメンバー
※HP=体力値　DJ必殺＝ダッシュジャンプ必殺シュート、D必殺＝ダッシュ必殺シュート
- くにお　HP=40　DJ必殺＝ナッツ、D必殺＝貫通
- こうじ　HP=28　DJ必殺＝稲妻、D必殺＝スクリュー
- しんいち　HP=32　DJ必殺＝圧縮、D必殺＝おぶおぶ
- あきし　HP=28　DJ必殺＝ぶよぶよ、D必殺＝ワープ

内野
- くにお
- チビ×3（こうじ、しんいち、あきし）

外野
- チビ×3

## ライバルチーム内容
※ここではキャプテンのデータのみ、詳細を取り上げる。くえすともーどで閲覧が可能のためである。また、前述の通りくえすともーどでは、自キャラクターとしての使用も可能。
※くえすともーどでは、上から3番目の選手が宇宙人になっている。宇宙人がいる場合、最初に上から3番目の選手を倒すと、クリアーを早められる。

### 花園高校
- りき　HP=36　DJ必殺＝分裂、D必殺＝アッパー
- あきら
- なりたか
- けんいち

内野
- りき
- チビ×3（あきら、なりたか、けんいち）

外野
- チビ×3

### イギリス
- じえむす　HP=44　DJ必殺＝稲妻、D必殺＝スネーク
- はわあど
- ろばあと
- まっきい

内野
- 怪物（じえむす）
- 痩せゾンビ（はわあど）
- チビ×2（ろばあと、まっきい）

外野
- チビ、痩せゾンビ×2

### アイスランド
- へいるまん　HP=44　DJ必殺＝もず落とし、D必殺＝ワープ
- よあんせん
- とろっせん
- ろうそん

内野
- 怪物（へいるまん）
- 痩せゾンビ×3（よあんせん、とろっせん、ろうそん）

外野
- 痩せゾンビ×3

### 中国
- らおちぇん　HP=40　DJ必殺＝ぶよぶよ、D必殺＝かっくん
- りいふぁん
- しゃおちん
- いりゃん

内野
- 怪物（らおちぇん）
- デブ男×3（りいふぁん、しゃおちん、いりゃん）

外野
- 痩せゾンビ×3

### アフリカ
- んじょも　HP=44　DJ必殺＝ぶよぶよ、D必殺＝ブーメラン
- びりまな
- にぱれれ
- がだ

内野
- 怪物×3（んじょも、びりまな、がだ）
- 痩せゾンビ（にぱれれ）

外野
- 怪物×2、痩せゾンビ

※怪物キャラのうち、んじょもだけが、髪と肌の色が微妙に異なっている。

### アメリカ
- ういりあむ　HP=44　DJ必殺＝加速、D必殺＝スクリュー
- まいける
- びる
- るいす

内野
- 怪物×4（ういりあむ、まいける、びる、るいす）

外野
- 怪物×3

### 宇宙人
内野
- 怪物
- チビ×3

外野
- チビ×3

※くえすともーどの最終決戦のみに登場。内野選手の名前は全員？？？？になっている。

## 必殺シュート
必殺シュートについては、「熱血高校ドッジボール部 (ファミリーコンピュータ)」を参照。大抵の物はFC版に準じているからである。ただし、大きく変更されている物もあるため、以下に詳細を挙げる。

### ファミコン版との違い
- 稲妻シュート

FC版での稲妻シュートは命中精度が低く、コート端まで届かない。
PC番外編では上下に振動しながら、コートを横断する。しゃがんでも当たることがある、使い勝手の良い物になっている。
- ブーメランシュート

PC番外編でのブーメランシュートは、追尾特性が向上し、ヒットしやすくなっている。しゃがんでも当たることがある。
世界一周特性が無くなっているため、当たった選手は大抵は自陣、すなわち味方コートに入る。転がったりしてコートから出て行くことはほとんど無い。
- もず落としシュート

PC番外編でのもず落としシュートはしゃがむとよけられるようになっている。FC版ではしゃがんでも確実に当たってしまう。
また、追尾特性も下げられているため、コート端まで届くことがなくなっている。
- かっくんシュート

ボールがゆっくりと進んだ後、かっくんとコースを変えて急スピードで向かってくる。FC版のように、一旦停止しない。
- ほえほえシュート

これは唯一プレイヤーが使うことのできない必殺シュートになっている。コンピューターのみ使用。
また、当たっても世界一周はしない。
- 圧縮シュート

世界一周特性が無くなっているため、自陣、すなわち味方コートに入ることが無くなった。なお、FC版と比較しても破壊力はほとんど変更されていない。
- 円輪シュート

この必殺シュートはPC番外編には無い。花園高校のなりたかの特殊能力が削除されたためである。

## その他の変更点
- 倒れているキャラクターに追い討ち攻撃をかけると、ボールが当たったときにキャラクターが浮き上がって倒れ、キャラクターの位置が移動してしまう。
- アーケード版では体型そのものが異なっているチビと痩せゾンビのグラフィックが、PC番外編では顔を除いて同一になっている。
- パラメータがおおまかな物になっている。結果、キャラクターの特性や特徴が無くなり、タイプ別の特徴も無くなっている。
- ナイスシュートが存在しない。シュートテクのパラメータが存在しないためである。
- FC版ではパスをめったにしてこないアフリカチームが、PC番外編ではパスをよく使ってくる。攻撃にパスを絡めてくるので、先読みが難しくなっている。
- FC版ではしゃがみは押しっぱなしにして維持できるが、PC番外編ではアーケード版同様一定時間のみしかしゃがまないので、押しっぱなしにしてもしゃがみ続けない。
- 大半の投球はしゃがんでかわすことができるようになっているが、一部の必殺シュートではしゃがんでも当ることがある。特にほえほえシュートの場合、しゃがんでいるうちに通り過ぎてくれないので立ち上がった瞬間当ることがある。
- PC番外編でのダッシュジャンプ必殺シュートは、助走距離は長くても短くても距離に関係なく放つことができる。

## 移植版・続編・関連商品
- 熱血高校ドッジボール部（アーケード版） - 1987年11月
- 熱血高校ドッジボール部（ファミリーコンピュータ版） - 1988年7月26日

主な概要については、このページを参照。
- 熱血高校ドッジボール部（X68000版） - 1988年9月

アーケード版の移植版。
- 熱血高校ドッジボール部 〜強敵!闘球戦士の巻〜（ゲームボーイ版） - 1991年8月8日
- くにおくんのドッジボールだよ全員集合!（スーパーファミコン版） - 1993年8月6日
- くにおの熱血闘球伝説（ネオジオ版） - 1996年
- オレたちゲーセン族 熱血高校ドッジボール部（PlayStation 2版）　- 2006年1月26日

アーケード版だが、X68000版と比較すると再現度や画面処理に関して問題点が見られる。
- 超熱血高校くにおくん ドッジボール部 （ニンテンドーDS版）　- 2008年3月19日

シュートによる攻撃以外に、直接相手を殴ることも可能になっている。
- Super Dodge Ball（アーケード版、北米市場向け）

プレイヤーのチーム本拠地はアメリカ。ステージはアメリカから始まり、決勝は日本となっている。
- Super Dodge Ball（NES版、北米市場向け）

プレイヤーチームなどはアーケードと同じだが、決勝が日本ではなくUSSR（ソ連、性格やパラメータは日本版アメリカチーム）となっており、日本（性格やパラメータは日本版ソ連チームのキャプテン至上主義を踏襲）は準決勝となっているので、謎の軍団の戦いやエンディングの胴上げ記念写真はソ連ステージとなる。またアフリカは具体的に国名をケニアとなっている。